# Богуда
Бо́гуда (также Боогуда; якут. Боогуда) — озеро в центральной части Якутии, на границе Первого Тогусского наслега и Арылахского наслега Вилюйского улуса. Расположено в лесотундровой местности, в правобережье нижнего течения Вилюя, к западу от озера Бырангатталах-Кюёль. Входит в состав Вилюйской озерной провинции.
Озеро образовалось в раннем голоцене (9-8 тысяч лет назад).
Форма озера, с сильно изрезанной береговой линией, в значительной степени вытянута в широтном направлении. Берега местами заболочены, покрыты таёжной растительностью.
Площадь озера 22,6 км². Площадь водосбора составляет 175 км². Высота над уровнем моря — 117 м. Протяжённость озера 13,5 км, максимальная ширина в западной части составляет 3 км.
На озере несколько островов, в том числе довольно крупный (площадью около 2,5 км²) в западной части. Значительных притоков не имеет, относится к бассейну Вилюя. На северо-востоке вытекает река Толон. К юго-западу от озера лежит обширное ландшафтное образование: тукуланы — якутские песчаные дюны высотой до 5 м.